# 水野勝進
水野 勝進（みずの かつゆき）は、下総結城藩の第8代藩主。水野宗家13代。

## 生涯
文化14年（1817年）11月28日、第7代藩主水野勝愛の四男として江戸赤坂の藩邸で生まれる。兄が早世したため、世子に指名され、天保4年（1833年）12月16日に従五位下、左衛門尉に叙位・任官する。天保6年（1835年）5月21日、父の隠居で家督を継ぐ。6月5日に日向守に遷任する。
その後は日光祭礼奉行、大坂城勤番などの諸役を歴任し、天保11年（1840年）からは農村復興を主とした藩政改革に着手している。安政6年（1859年）5月6日、病気を理由に家督を養子の勝任に譲って隠居し、摂津守に遷任する。
しかし戊辰戦争で第10代藩主・水野勝知（勝任の養子で、陸奥二本松藩の第9代藩主・丹羽長富の子）が新政府と敵対したことから、官位を剥奪された。勝知が処罰された後、実子の勝寛を新藩主として擁立している。
明治6年（1873年）12月21日に死去した。享年57。

## 系譜
父母
- 水野勝愛（父）
- 蔵 ー 青山幸完の娘（母）

正室、継室
- 彜 ー 堀親寚の三女（正室）
- 植村家教の娘（継室）

婚約者
- 成瀬正壽の娘

子女
- 水野勝寛（次男）

養子
- 水野勝任 ー 水野忠央の次男